# Saint-Auban
Saint-Auban je naselje in občina v jugovzhodnem francoskem departmaju Alpes-Maritimes regije Provansa-Alpe-Azurna obala. Leta 2006 je naselje imelo 232 prebivalcev.

## Geografija
Kraj leži v pokrajini Provansi 60 km severozahodno od Grassa.

## Administracija
Saint-Auban je sedež istoimenskega kantona, v katerega so poleg njegove vključene še občine Aiglun, Amirat, Andon, Briançonnet, Caille, Collongues, Gars, Le Mas, Les Mujouls, Sallagriffon, Séranon in Valderoure z 2.139 prebivalci.
Kanton je sestavni del okrožja Grasse.